# 法國的馬里人
法國的馬里人，是指來自馬里的移民和他們的後裔，人口大約120000人，也是法國黑人的一部分。

## 歷史
第一批馬里移民60年代來到法國，多數是男性，原因是找工作，到70年代以家庭團聚等原因把妻兒接到法國。
他們多數來自塞內加爾河谷附近的鄉村。